# Empresas Públicas de Medellín
Empresas Públicas de Medellín, também conhecida pela sigla EPM, é um grupo empresarial controlado pela prefeitura de Medellín, capital do departamento de Antioquia, na Colômbia. O grupo atua nas área de geração e distribuição de energia elétrica, tratamento e distribuição de água, coleta e tratamento de esgoto, distribuição de gás encanado, coleta e destinação de resíduos sólidos, serviços de telecomunicação, entre outros, e presta serviços não apenas para a prefeitura de Medellín, como também para outras cidades da Colômbia e da América Latina.
A empresa é considerada referência internacional em matéria de governança corporativa de empresas públicas  . Em 2018, 25% do orçamento da prefeitura de Medellín teve origem nas transferências lucro da empresa para os cofres municipais (o equivalente a 300 milhões de dólares por ano) . 

## História
A EPM foi criada em 1920, com a função de gerir o sistema de bondes elétricos de Medellín. Na década de 50 tornou-se responsável pela geração e distribuição de energia elétrica do município . 
A atuação do Banco Mundial foi determinante para o desenvolvimento da empresa. Durante o período de desenvolvimento da empresa, órgão estabelecia como condições para a concessão de crédito a adoção de uma série de normas contábeis e administrativas, aumentando os níveis de transparência e de qualidade de gestão da EPM - contribuindo para a melhoria dos indicadores de desempenho da empresa e a expansão dos serviços públicos. Tal influência teve efeitos importantes para que fossem aprovados regras de governabilidade capazes de estabelecer critérios claros de autonomia administrativa com relação aos políticos eleitos , acelerando a capacidade da empresa em integrar e modernizar a gestão de três serviços públicos básicos até então operados: energia, água e telefonia.
A EPM inaugurou sua primeira sede em 1957, no centro de Medellín. Neste período a cidade chegava aos 500 mil habitantes, com um crescimento anual de 30 mil habitantes. Desde então a empresa tem executado projetos de grande porte e complexidade dentro e fora de Medellín, com o apoio e financiamento de entes como o Banco Mundial, o Banco Interamericano de Desenvolvimento (BID), o Banco de Desenvolvimento da América Latina - Corporação Andina de Fomento (CAF), o Governo Nacional Colombiano e também através do financiamento direto da população, via pagamento de taxas ou impostos.
Entre os principais projetos executados pela EPM constam a construção de usinas hidrelétricas e a construção de redes de transmissão de energia, contribuindo para a criação do sistema interconectado nacional colombiano e para a venda da energia gerada em Antioquia para o restante da Colômbia.
Nos últimos anos a empresa tem se expandido para outros mercados regionais fora de Antioquia graças a aquisição de ações de outras empresas via o Grupo Empresarial EPM (holding). Entre as empresas sob controle do Grupo hoje em dia constam EDATEL, EMTELSA, EMTELCO, ETP, EPM Bogotá e Colombia Móvil.
A EPM inaugurou em 1997 sua nova sede, um edifício totalmente informatizado e conhecido popularmente como "Edifício Inteligente", onde se administra o que hoje é o maior grupo empresarial de serviços públicos da Colômbia.
Em agosto de 2000 foi criada a Fundação Empresas de Públicas de Medellín. A fundação desenvolve  programas e projetos sociais em comunidades onde as atividades da EPM possuem maior impacto - potencializando a atuação do governo municipal no enfrentamento de questões estruturais como a pobreza e a segregação urbana . 